# Římskokatolická farnost Velká Bystřice
Římskokatolická farnost Velká Bystřice je územní společenství římských katolíků s farním kostelem Stětí svatého Jana Křtitele v děkanátu Olomouc.

## Historie farnosti
První zmínky o existenci kostela pocházejí z roku 1283, kdy je uváděn rovněž i jeho první rektor Jindřich Hluza. Z gotické doby se zachovalo kněžiště s křížovou klenbou a svorníky. Kostelní loď byla postupně budována od 16. do 18. století. Pod kostelem se nachází krypta, v níž jsou pochováni někdejší majitelé zdejšího panství.
V 18. století prošel chrám dalšími změnami. Byl vybudován barokní hlavní oltář z umělého mramoru a dřevěným svatostánkem. Sochy za oltářem znázorňují Boha Stvořitele a Ducha svatého uprostřed andělů. Níže po bocích jsou umístěny sochy patronů kostela sv. Jana Křtitele a sv. Bartoloměje. Uprostřed ve výklenku se nachází socha Božského Srdce Páně z přelomu 19. a 20. stol. Mezi nejvzácnější památky patří malý oltářní obraz znázorňující Stětí sv. Jana Křtitele, který v roce 1753 namaloval olomoucký malíř Jan Kryštof Handke. Patrně nejstarší památkou nalézající se v prostorách kostela je masivní mramorová románská křtitelnice.

## Kostely a kaple farnosti
- farní kostel Stětí sv. Jana Křtitele ve Velké Bystřici[2]
- filiální kostel sv. Antonína Paduánského v Bukovanech
- kaple Panny Marie Lurdské v Kocourovci
- kaple sv. Bartoloměje v Bystrovanech
- kaple sv. Františka z Assisi ve Svésedlicích
- kaple sv. Rocha v Přáslavicích
- kaple sv. Šebestiána v Mrsklesích

## Duchovní správci
- 1791 – 1806 Josef Mazal
- 1806 – 1822 Karel Fitzner
- 1822 – 1830 Jan Neoral
- 1830 – 1854 Leopold Schon
- 1854 – František Chalupa (administrátor)
- 1854 – 1884 Josef Hájek
- 1884 – František Piskoř (administrátor)
- 1884 – 1902 Theodor Kukula
- 1902 – František Bátek (administrátor)
- 1902 – 1933 Jan Herbrich – děkan
- 1934 – Jan Bagar (administrátor)
- 1934 – 1960 Václav Jakubík
- 1960 – 1965 Antonín Olšovský
- 1965 – 1969 Ladislav Král
- 1969 – 1972 ThDr. Antonín Huvar
- 1972 – 1985 Alois Mazánek
- 1985 – 1990 Eduard Staříček – exkurendo administrátor
- 1990 – 2004 Mons. ThDr. Antonín Huvar
- 2005 – Bohumír Vitásek – exkurendo administrátor
- 2005 – 2006 Metoděj Radomír Hofman OT
- 2006 – 2022 Mgr. Josef Opluštil
- Od 1. 7. 2022 je farářem R. D. Mgr. Tomasz Żurek[3]

## Bohoslužby
| Kostel                             | Místo          | Bohoslužba (den)    | Hodina     | Poznámka     |
| ---------------------------------- | -------------- | ------------------- | ---------- | ------------ |
| kostel Stětí svatého Jana Křtitele | Velká Bystřice | neděle pátek středa | 8.00 18:15 | farní kostel |

## Aktivity ve farnosti
- Letní tábor pro děti
- Schola
- Hubertská mše
- Farní knihovna
- Farní den na konci srpna
- Každoročně se ve farnosti koná tříkrálová sbírka[4]